# Smaragdina
Smaragdina es un género de escarabajos de la familia Chrysomelidae. El género fue descrito científicamente primero por Chevrolat en 1837. Esta es una lista de especies pertenecientes a este género:
- Smaragdina affinis Illiger, 1794
- Smaragdina aurita Linnaeus, 1767
- Smaragdina australis Medvedev, 1993
- Smaragdina bakeri Medvedev, 1999
- Smaragdina basilevskyi Medvedev, 1987
- Smaragdina bertiae Medvedev, 1992
- Smaragdina bothrionota Tan, 1987
- Smaragdina brunneoornata Medvedev, 1999
- Smaragdina camerunica Medvedev, 1987
- Smaragdina centromaculata Medvedev, 1995
- Smaragdina chloris Lacordaire, 1848
- Smaragdina clavareaui Jacobson, 1906
- Smaragdina clypealis (Medvedev, 1992)
- Smaragdina cobosi Codina-Padilla, 1963
- Smaragdina concolor Fabricius, 1792
- Smaragdina costata Tan & Wang, 1981
- Smaragdina cribripenne Tan, 1988
- Smaragdina dalatensis Kimoto & Gressitt, 1981
- Smaragdina diversipes Letzner, 1839
- Smaragdina divisella Medvedev, 1988
- Smaragdina divisoides Medvedev, 1988
- Smaragdina emarginata Medvedev, 1995
- Smaragdina erberi Medvedev, 2000
- Smaragdina eroshkinae Medvedev, 1988
- Smaragdina ferulae Gené, 1839
- Smaragdina flavicollis Charpentier, 1825
- Smaragdina flavicoxis Medvedev, 1992
- Smaragdina flavovariegata Medvedev, 1999
- Smaragdina fulvitarsis Medvedev, 1992
- Smaragdina furthi Erber & Medvedev, 1999
- Smaragdina gracilis Medvedev, 1993
- Smaragdina graeca Kraatz, 1872
- Smaragdina gratiosa Lucas, 1845
- Smaragdina higuchii Kimoto & Takizawa, 1981
- Smaragdina hypocrita Lacordaire, 1848
- Smaragdina impressicollis Tang, 1992
- Smaragdina insulana Medvedev, 1992
- Smaragdina jordanica Medvedev & Katbeh-Bader, 2002
- Smaragdina kalimantani Medvedev & Regalin, 1998
- Smaragdina kejvali Kantner & Bezdek, 2007
- Smaragdina kimotoi Lopatin, 2003
- Smaragdina kimshona Medvedev, 1988
- Smaragdina kuromon Kimoto, 1984
- Smaragdina kurosuji Kimoto, 1984
- Smaragdina laeta Medvedev, 1987
- Smaragdina laosensis Kimoto & Gressitt, 1981
- Smaragdina limbata Steven, 1806
- Smaragdina linearis Medvedev & Kantner, 2002
- Smaragdina louwi Medvedev, 1993
- Smaragdina maduraiensis Erber & Medvedev, 1999
- Smaragdina maharashtra Kantner & Bezdek, 2007
- Smaragdina mangkamensis Tan & Wang, 1981
- Smaragdina mapellii Takizawa, 1990
- Smaragdina medvedevi Medvedev, 1984
- Smaragdina megalayana Medvedev & Kantner, 2002
- Smaragdina micheli Medvedev, 1995
- Smaragdina minuta Medvedev, 1995
- Smaragdina montana Medvedev, 1988
- Smaragdina motschulskyi Medvedev, 1992
- Smaragdina murzini Lopatin, 2003
- Smaragdina nigricollis Medvedev, 2004
- Smaragdina nigroapicalis Lopatin, 2005
- Smaragdina nigroguttata Lopatin, 2002
- Smaragdina nigrosternum Erber & Medvedev, 1999
- Smaragdina nigroviolacea Lopatin, 2004
- Smaragdina oculata Medvedev, 1988
- Smaragdina opaca Rosenhauer, 1856
- Smaragdina ornatipennis Medvedev, 2004
- Smaragdina pacholatkoi Medvedev, 2003
- Smaragdina quadrilineata Medvedev & Erber, 2003
- Smaragdina rapillyi (Lopatin, 2002)
- Smaragdina regalini Medvedev & Kantner, 2002
- Smaragdina regularis Medvedev, 1985
- Smaragdina reyi C. Brisout, 1866
- Smaragdina rufimana Lacordaire, 1848
- Smaragdina sabahensis Medvedev, 1999
- Smaragdina salicina Scopoli, 1763
- Smaragdina saudica Medvedev, 1993
- Smaragdina schereri Lopatin, 2006
- Smaragdina spenceri Kimoto & Gressitt, 1981
- Smaragdina sprecherae Medvedev, 2002
- Smaragdina symmetria Tan, 1988
- Smaragdina szechuana Medvedev, 1995
- Smaragdina tani Lopatin, 2004
- Smaragdina taynguensis Medvedev, 1985
- Smaragdina tibialis Brullé, 1832
- Smaragdina tristis Medvedev, 1999
- Smaragdina uyguni Warchalowski, 1993
- Smaragdina vietnamensis Kimoto & Gressitt, 1981
- Smaragdina volkovitshi Lopatin, 2004
- Smaragdina xanthaspis Germar, 1824
- Smaragdina yunnana Medvedev, 1995